# Voleibol nos Jogos Pan-Arábicos de 2007
O voleibol nos Jogos Pan-Arábicos de 2007 foi disputado entre os dias 8 e 14 de novembro de 2007 no Cairo. Nove equipes participaram do torneio masculino, onde a seleção do Qatar conquistou o ouro ao derrotar o Bahrein na final. Os egípcios ficaram com o bronze.

## Medalhistas
|  | QAT Catar |  | BHR Bahrein |  | EGY Egito |
|  |           |  |             |  |           |

## Formato
As nove seleções foram divididas em dois grupos, um com cinco e outro com quatro equipes. Cada equipe jogou contra as outras equipes do mesmo grupo, totalizando quatro e três jogos, respectivamente. As duas primeiras colocadas de cada grupo classificaram-se as semifinais e as restantes para jogos de definição do quinto ao nono lugar. Nas semifinais, os vencedores disputaram a final e os perdedores lutaram pela medalha de bronze.

## Resultados

### Primeira fase

#### Grupo A
| Pos | Equipe  | Pts | J | V | D | SP | SC | SS  |
| --- | ------- | --- | - | - | - | -- | -- | --- |
| 1   | Egito   | 8   | 4 | 4 | 0 | 12 | 2  | +10 |
| 2   | Bahrein | 7   | 4 | 3 | 1 | 11 | 5  | +6  |
| 3   | Tunísia | 6   | 4 | 2 | 2 | 6  | 6  | 0   |
| 4   | Kuwait  | 5   | 4 | 1 | 3 | 5  | 10 | -5  |
| 5   | Iraque  | 4   | 4 | 0 | 4 | 1  | 12 | -12 |

| 8 de novembro 15:00 | Kuwait   | 0 – 3                | Egito |  |
| 8 de novembro 15:00 | 29 23 14 | 1º set 2º set 3º set | 31 25 |  |

| 8 de novembro 17:00 | Bahrein | 3 – 0                | Tunísia |  |
| 8 de novembro 17:00 | 25      | 1º set 2º set 3º set | 22 20   |  |

| 9 de novembro 11:00 | Kuwait   | 3 – 1                       | Iraque      |  |
| 9 de novembro 11:00 | 23 25 29 | 1º set 2º set 3º set 4º set | 25 23 14 27 |  |

| 9 de novembro 13:00 | Egito | 3 – 0                | Tunísia  |  |
| 9 de novembro 13:00 | 25    | 1º set 2º set 3º set | 23 21 20 |  |

| 10 de novembro 16:00 | Bahrein | 3 – 0                | Iraque   |  |
| 10 de novembro 16:00 | 25      | 1º set 2º set 3º set | 16 23 16 |  |

| 10 de novembro 18:00 | Kuwait   | 0 – 3                | Tunísia |  |
| 10 de novembro 18:00 | 26 19 10 | 1º set 2º set 3º set | 28 25   |  |

| 11 de novembro 11:00 | Tunísia | 3 – 0                | Iraque   |  |
| 11 de novembro 11:00 | 25      | 1º set 2º set 3º set | 19 17 16 |  |

| 11 de novembro 13:00 | Bahrein        | 2 – 3                              | Egito          |  |
| 11 de novembro 13:00 | 21 25 23 25 12 | 1º set 2º set 3º set 4º set 5º set | 25 23 25 19 15 |  |

| 12 de novembro 16:00 | Iraque   | 0 – 3                | Egito |  |
| 12 de novembro 16:00 | 20 18 24 | 1º set 2º set 3º set | 25 26 |  |

| 12 de novembro 18:00 | Bahrein        | 3 – 2                              | Kuwait         |  |
| 12 de novembro 18:00 | 23 31 23 25 15 | 1º set 2º set 3º set 4º set 5º set | 25 29 25 22 12 |  |

#### Grupo B
| Pos | Equipe         | Pts | J | V | D | SP | SC | SS |
| --- | -------------- | --- | - | - | - | -- | -- | -- |
| 1   | Arábia Saudita | 6   | 3 | 3 | 0 | 9  | 1  | +8 |
| 2   | Catar          | 5   | 3 | 2 | 1 | 7  | 4  | +3 |
| 3   | Jordânia       | 4   | 3 | 1 | 2 | 4  | 6  | -2 |
| 4   | Líbia          | 3   | 3 | 0 | 3 | 0  | 9  | -9 |

| 8 de novembro 11:00 | Catar    | 3 – 1                       | Jordânia    |  |
| 8 de novembro 11:00 | 25 20 25 | 1º set 2º set 3º set 4º set | 20 17 25 17 |  |

| 8 de novembro 13:00 | Líbia    | 0 – 3                | Arábia Saudita |  |
| 8 de novembro 13:00 | 19 21 22 | 1º set 2º set 3º set | 25             |  |

| 10 de novembro 12:00 | Líbia    | 0 – 3                | Jordânia |  |
| 10 de novembro 12:00 | 14 22 24 | 1º set 2º set 3º set | 25 26    |  |

| 10 de novembro 14:00 | Arábia Saudita | 3 – 1                       | Catar       |  |
| 10 de novembro 14:00 | 25 22 25       | 1º set 2º set 3º set 4º set | 23 25 12 18 |  |

| 12 de novembro 12:00 | Catar | 3 – 0                | Líbia    |  |
| 12 de novembro 12:00 | 25 15 | 1º set 2º set 3º set | 20 19 17 |  |

| 12 de novembro 14:00 | Jordânia | 0 – 3                | Arábia Saudita |  |
| 12 de novembro 14:00 | 19 25 21 | 1º set 2º set 3º set | 25 27 25       |  |

### Fase final
|  | Semifinais                   | Semifinais                  |   |                              | Final                        | Final |  |
|  |                              |                             |   |                              |                              |       |  |
|  | 13 de novembro, 2007 - 16:00 |                             |   |                              |                              |       |  |
|  | Egito                        | 2                           |   |                              |                              |       |  |
|  | Catar                        | 3                           |   |                              |                              |       |  |
|  |                              |                             |   |                              |                              |       |  |
|  |                              |                             |   |                              | 14 de novembro 2007 - 16:30  |       |  |
|  |                              |                             |   |                              | Catar                        | 3     |  |
|  |                              | Bahrein                     | 1 |                              |                              |       |  |
|  |                              |                             |   |                              |                              |       |  |
|  |                              |                             |   |                              |                              |       |  |
|  |                              |                             |   |                              | 3º lugar                     |       |  |
|  | 13 de novembro 2007 - 18:45  | 13 de novembro 2007 - 18:45 |   | 14 de novembro, 2007 - 14:00 | 14 de novembro, 2007 - 14:00 |       |  |
|  | Arábia Saudita               | 1                           |   | Egito                        | 3                            |       |  |
|  | Bahrein                      | 3                           |   |                              | Arábia Saudita               | 1     |  |

#### Disputa do 7º lugar
| 13 de novembro 12:00 | Kuwait   | 2 – 3                              | Líbia       |  |
| 13 de novembro 12:00 | 15 25 10 | 1º set 2º set 3º set 4º set 5º set | 25 21 20 15 |  |

#### Disputa do 5º lugar
| 13 de novembro 14:00 | Tunísia | 3 – 0                | Jordânia |  |
| 13 de novembro 14:00 | 25      | 1º set 2º set 3º set | 17 18 22 |  |

#### Semifinal
| 13 de novembro 12:00 | Egito    | 2 – 3                              | Catar       |  |
| 13 de novembro 12:00 | 25 20 11 | 1º set 2º set 3º set 4º set 5º set | 21 23 25 15 |  |

| 13 de novembro 18:45 | Arábia Saudita | 1 – 3                       | Bahrein  |  |
| 13 de novembro 18:45 | 17 25 16 20    | 1º set 2º set 3º set 4º set | 25 11 25 |  |

#### Disputa do bronze
| 14 de novembro 14:00 | Egito    | 3 – 1                       | Arábia Saudita |  |
| 14 de novembro 14:00 | 25 17 25 | 1º set 2º set 3º set 4º set | 19 25 18       |  |

#### Final
| 14 de novembro 16:30 | Catar       | 3 – 1                       | Bahrein     |  |
| 14 de novembro 16:30 | 25 20 25 26 | 1º set 2º set 3º set 4º set | 23 25 21 24 |  |

## Classificação final
| Pos.   | Equipe         |
| ------ | -------------- |
| Ouro   | Catar          |
| Prata  | Bahrein        |
| Bronze | Egito          |
| 4      | Arábia Saudita |
| 5      | Tunísia        |
| 6      | Jordânia       |
| 7      | Líbia          |
| 8      | Kuwait         |
| 9      | Iraque         |